# ホワイト・アース川
ホワイト・アース川 (ホワイト・アースがわ、White Earth River) は、ミズーリ川の支流である。アメリカ合衆国のノースダコタ州北西を流れ、全長約50マイル（80km）。ディヴァイド郡南東部（ワイルドローズの約10マイル（16km）東）の平地に発する。マウントレール郡を通って東や南に流れ、サカカウィア湖でミズーリ川と合流する。